# Altobello Melone
Altobello Melone (auch Altobello Meloni) (* um 1490/1491 in Cremona; † vor 3. Mai 1543) war ein oberitalienischer Maler der Renaissance.

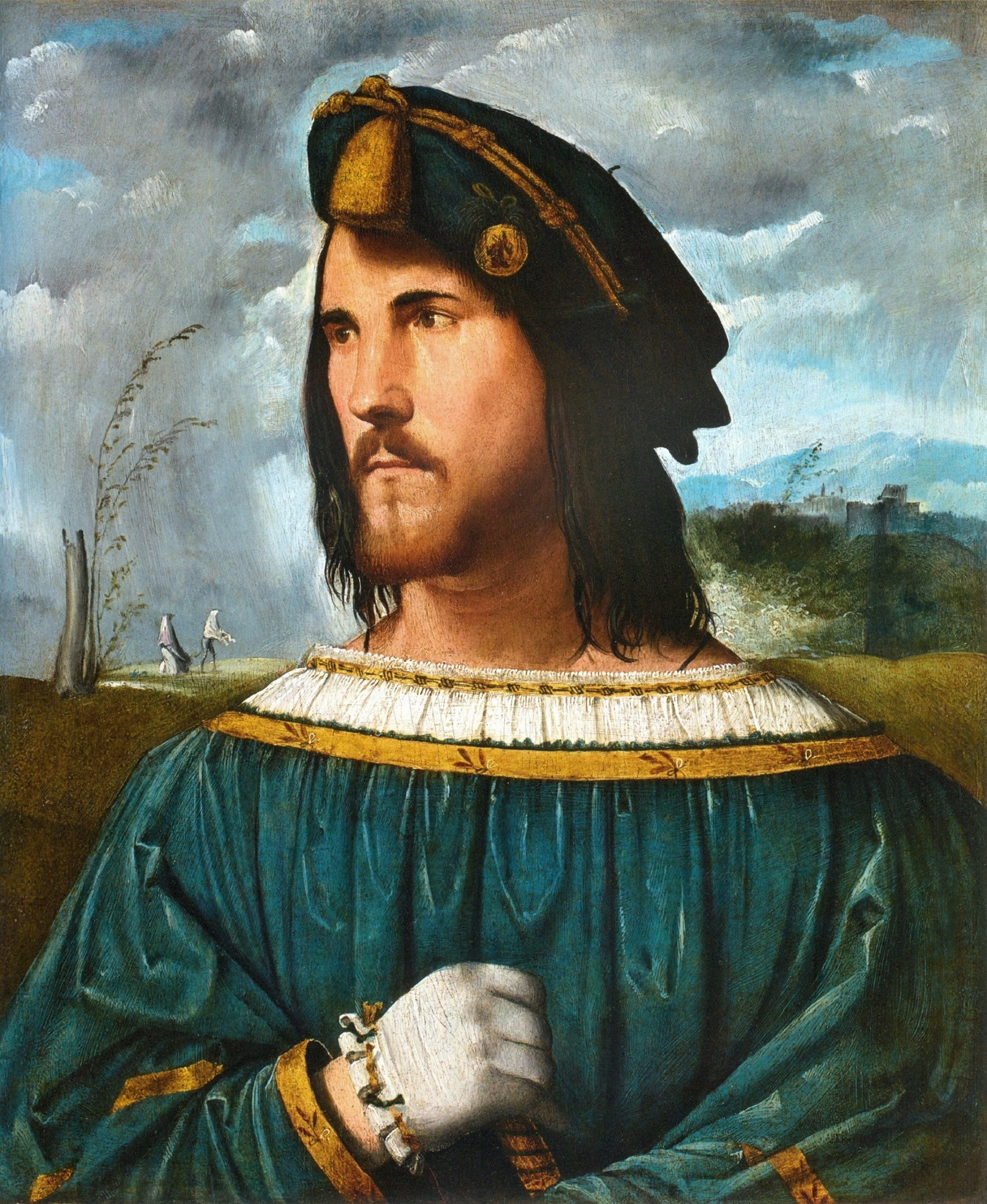
Porträt eines Herrn (Cesare Borgia), um 1490, Altobello Melone zugeschrieben, Accademia Carrara, Bergamo

## Leben
„Nur wenige biographische Informationen zu Altobello Meloni sind bekannt; weder sein Geburts- noch sein Todesdatum sind sicher überliefert, und entsprechend problematisch ist auch die Rekonstruktion seines Oeuvre.“ Es wird angenommen, dass Altobello Melone zwischen 1490 und 1491 in Cremona zur Welt kam. Nach den Ausführungen Marcantonio Michiels war Altobello ein Schüler Girolamo Romaninos.
Im Dezember 1516 bekam er den Auftrag, die Sargwand des Doms von Cremona mit Fresken auszuschmücken, die Szenen aus dem Leben Jesu zeigen sollten. Altobello vollendete die Arbeit an den Wandmalereien bis 1518; sie stellen aufgrund ihrer Signatur „ALTOBELLUS DE MELONIBUS“ die einzigen für Altobello gesicherten Werke dar.
Melone starb vor dem 3. Mai 1543.

## Gesicherte Werke
Fresken im Dom zu Cremona:
- Flucht nach Ägypten
- Bethlehemitischer Kindermord
- Fußwaschung
- Gebet am Ölberg
- Gefangennahme Christi
- Christus vor Kaiphas

## Zuschreibungen (Auswahl)
- Liebespaar, Gemäldegalerie der Alten Meister, Dresden[7]
- Weg nach Emmaus, National Gallery, London[8]
- Beweinung Christi, Pinacoteca di Brera, Mailand[8]
- Porträt eines Mannes (sog. Porträt Cesare Borgias), Accademia Carrara, Bergamo
- Narziss am Brunnen, Städelsches Kunstinstitut, Frankfurt[9]

## Sekundärliteratur
- Paola Castellini: Girolamo Romanino e Altobello Melone a Brescia tra il primo e il secondo decennio del Cinquecento. In: Passione è Cultura. Scritti per Tino Gipponi. Mailand 2007, S. 43–51.
- Mina Gregori: Altobello e G. Francesco Bembo. In: Paragone 8 (1957), S. 16–40.
- Mina Gregori (Hrsg.): Pittura a Cremona dal Romanico al Settecento. Mailand 1990.
- Julian Kliemann, Michael Rohlmann: Wandmalerei in Italien. Die Zeit der Hochrenaissance und des Manierismus 1500–1600. München 2004, S. 215ff.
- Nicholas Penny: The Sixteenth Century Italian Paintings. Volume I. Paintings from Bergamo, Brescia and Cremona. London 2004.
- Jochen Sander: Italienische Gemälde im Städel 1300–1550. Oberitalien, die Marken und Rom. Mainz 2004.
- Alessandro Serafini: Melone, Altobello. In: Mario Caravale (Hrsg.): Dizionario Biografico degli Italiani (DBI). Band 73: Meda–Messadaglia. Istituto della Enciclopedia Italiana, Rom 2009.